# Độ võng tĩnh điện (vật lý phân tử/công nghệ nano)

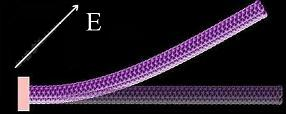
Hình 1: Ống nano cacbon bị biến dạng khi đặt trong điện trường E hướng xiên.

Trong vật lý phân tử, độ võng tĩnh điện là sự biến dạng của cấu trúc nano dạng thanh dưới tác động của điện trường. Hiện tượng này có nguồn gốc từ các tương tác tĩnh điện giữa điện trường và các điện tích trong vật chất. Sự biến dạng này thường được quan sát thấy trên các thanh nano có dạng mút thừa (trong đó một trong hai đầu của thanh được cố định). Trong các vật liệu nano, ống nano cacbon là ví dụ điển hình cho hiện tượng võng tĩnh điện.
Cơ chế hiện tượng võng tĩnh điện do phân cực điện có thể được hiểu như sau:

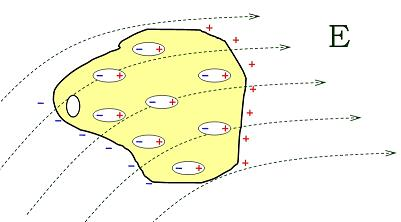
Hình 2: Điện tích trong vật liệu phân cực điện dưới tác động của điện trường ngoài E

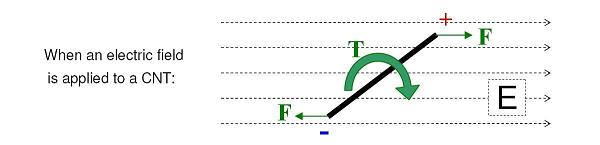
Hình 3: Điện trường tương tác với moment lưỡng cực điện xoay thanh nano theo chiều điện trường.

Khi một vật liệu được đưa vào điện trường E, dưới tác động của điện trường, điện tích dương (màu đỏ) có xu hướng dịch chuyển theo chiều điện trường, và điện tích âm (màu đen) có xu hướng dịch chuyển ngược chiều điện trường, tạo ra lưỡng cực điện cảm ứng (hình 2). Sự tương tác giữa moment lưỡng cực điện và điện trường tạo ra moment xoắn (T), có xu hướng xoay thanh nano theo phương của điện trường (hình 3). Hiện tượng này tương tự việc đặt một thanh nam châm trong từ trường, cực âm của thanh nam châm sẽ bị hút về cực dương của từ trường và ngược lại, cực dương của thanh nam châm bị hút về cực âm của từ trường. Khi một đầu bị cố định, thanh nano sẽ bị uốn cong theo phương điện trường, đây là hiện tượng võng tĩnh điện (hình 1).
Trong trường hợp ống nano cacbon bị cố định một đầu, nó sẽ bị uốn cong theo phương của điện trường. Như vậy, moment xoắn và độ cứng của ống nano cacbon có tính xung khắc. Biến dạng này mới được quan sát trong các thí nghiệm, và sẽ là một đặc tính có nhiều triển vọng trong việc phát triển hệ nano cơ điện tử trong tương lai. Gần đây, đã có những báo cáo khoa học về việc ứng dụng ống nano cacbon trong hệ nano cơ điện tử, đó là làm rơ le nano, công tắc nano, nhíp nano và thiết bị phản hồi trong bộ nhớ, cảm biến hoặc truyền động. Cùng với đó, các nghiên cứu lý thuyết cũng được đưa ra để có cái nhìn đầy đủ về độ võng tĩnh điện của ống nano cacbon.